# Chimonanthus

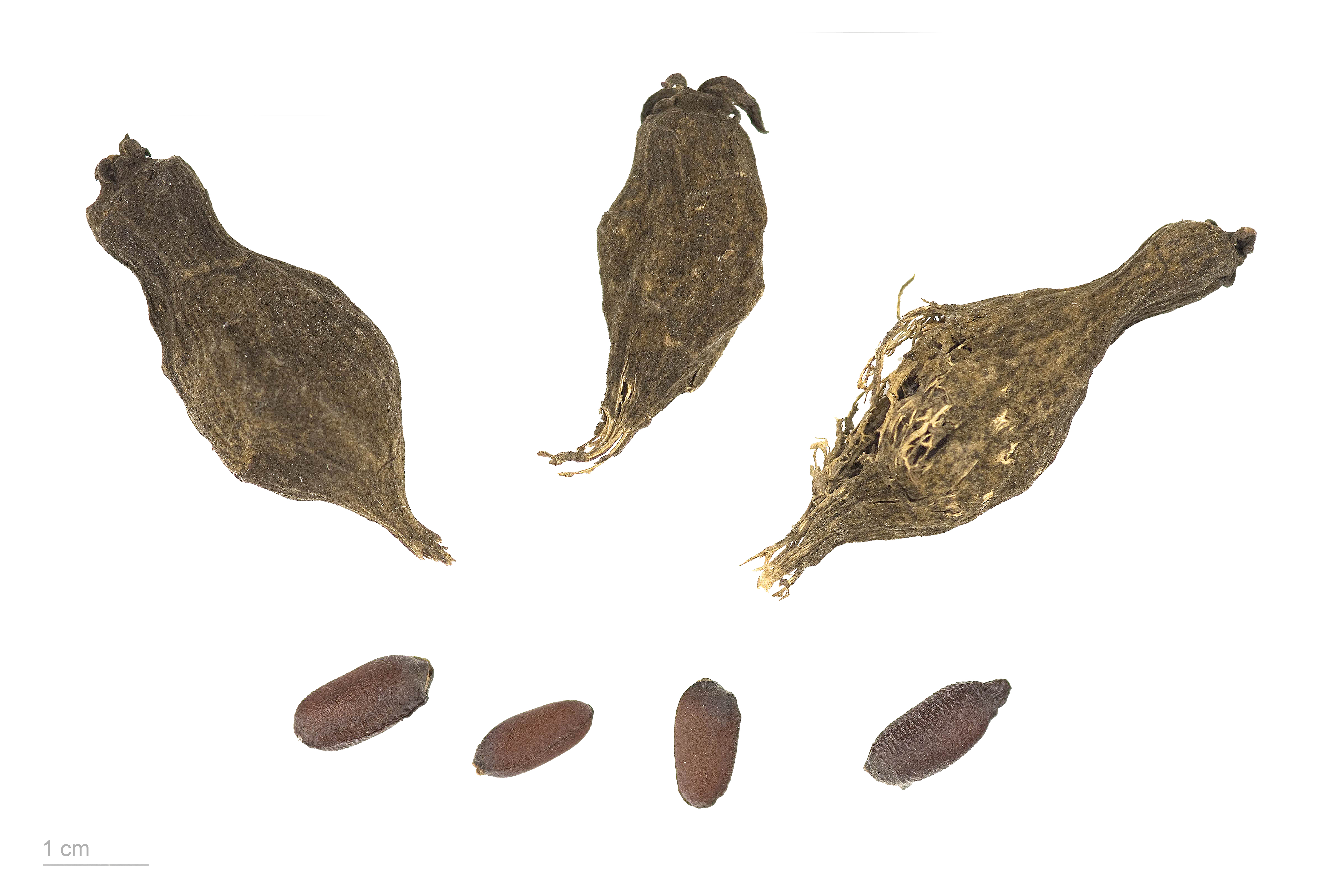
Chimonanthus praecox - MHNT

Chimonanthus é um género botânico pertencente à família Calycanthaceae.
1. ↑  «Chimonanthus — World Flora Online». www.worldfloraonline.org. Consultado em 19 de agosto de 2020